# Just Dance (serie)
Just Dance es una saga de videojuegos de baile desarrollada por Ubisoft diseñados en su mayoría por Ubisoft Paris. El juego más vendido de la saga es Just Dance 2 que hasta enero de 2011 vendió más de 5.000.000 de copias y desde su lanzamiento en octubre de 2010 ha sido 22 semanas consecutivas líder en ventas. Después Just Dance 3, consecutivamente 4 y el comienzo de los años en las propias portadas que al año se usan: 2014 - 2015 - 2016 - 2017 - 2018 - 2019 - 2020 - 2021 - 2022, donde se cierra un ciclo de videojuegos individuales y dando inicio a la "nueva era", en la que las siguientes ediciones funcionan como paquetes de canciones y contenidos que se añaden a un mismo juego base llamado Just Dance®, de descarga gratuita conteniendo una demo, una vez estas ediciones sean adquiridas, cuyo título incluye el número del año: 2023 - 2024 - 2025 y "Edition" al final de la portada.

## Juegos
Hasta el momento existen 31 juegos, los cuales se encuentran divididos en las siguientes categorías:

### Serie principal

#### Primera era
- Just Dance Desarrollado por Ubisoft Paris para la consola Wii, es el primer juego de la serie. Fue lanzado el 17 de noviembre en Norteamérica, el 27 de octubre en Europa y el 26 de noviembre en Australia, en el año 2009.
- Just Dance 2: También desarrollado por Ubisoft Paris para la Nintendo Wii, fue lanzado el 12 de octubre en América, el 14 de octubre en Europa y el 9 de diciembre en Australia, en el año 2010.
- Just Dance 3: Primer juego multiplataforma de la serie. Fue desarrollado por Ubisoft Paris y lanzado el 7 de octubre de 2011 para Xbox 360 y Nintendo Wii, mientras que el 6 de diciembre de 2011 se lanzó para PlayStation 3.
- Just Dance 4: Juego desarrollado por Ubisoft Paris, Reflections, Bucarest, Pune y Milán. Fue lanzado el 2 de octubre para Wii, Xbox 360 y PlayStation 3. También se desarrolló una edición para Nintendo Wii U, la cual salió el 18 de noviembre, todas en el año 2012.
- Just Dance 2014: Juego desarrollado por Ubisoft Paris. Fue lanzada el 1 de octubre de 2013 para Wii, Wii U, Xbox 360, Playstation 3, Playstation 4 y Xbox One.
- Just Dance 2015: Juego lanzado el 21 de octubre de 2014 en Norteamérica, el 23 de octubre de 2014 en Europa y el 24 de octubre de 2014 en el Reino Unido, desarrollado por Ubisoft para Wii, Wii U, Xbox 360, Xbox One, PS3 y PS4.
- Just Dance 2016: Lanzado el 20 de octubre de 2015, desarrollado por Ubisoft para Wii, Wii U, Xbox 360, Xbox One, PS3 y PS4. Este juego no cuenta con DLCs pero tiene Just Dance Unlimited, un servicio de streaming de pago.
- Just Dance 2017: Fue lanzado el 25 de octubre para PS3, PS4, Wii, Wii U, Xbox One, Xbox 360 y PC. El 3 de marzo de 2017 fue lanzado para Nintendo Switch, siendo uno de los juegos de lanzamiento para la consola. El juego tiene Just Dance Unlimited.
- Just Dance 2018: Fue lanzado el 24 de octubre de 2017 para América y el 26 de octubre para Europa para PS3, PS4, Wii, Wii U, Nintendo Switch, Xbox One, Xbox 360. El juego tiene Just Dance Unlimited.
- Just Dance 2019: Fue lanzado el 23 de octubre de 2018 para América y el 25 de octubre para Europa para PS4, Wii, Wii U, Nintendo Switch, Xbox One, Xbox 360. El juego tiene Just Dance Unlimited. Tampoco estará disponible para PS3.
- Just Dance 2020: Fue lanzado el 5 de noviembre de 2019 para PS4, Wii, Nintendo Switch, Xbox One y Google Stadia. El juego tiene Just Dance Unlimited. Tampoco estará disponible para PS3, Xbox 360 y Wii U.
- Just Dance 2021: Fue lanzado el 12 de noviembre de 2020 para PS4, Nintendo Switch, Xbox One, Google Stadia, PS5 y Xbox Series X|S. El juego tiene Just Dance Unlimited. Tampoco estará disponible para PS3, Xbox 360, Wii y Wii U.
- Just Dance 2022: Fue lanzado el 4 de noviembre de 2021 para PS4, Nintendo Switch, Xbox One, Google Stadia, PS5 y Xbox Series X|S. Es el último juego en ser un juego individual, a partir de entonces los siguientes juegos funcionan como paquete de canciones en añadirse a un mismo juego base. El juego tiene Just Dance Unlimited. No estará disponible para PS3, Xbox 360, Wii y Wii U.

#### Nueva era
- Just Dance®: Fue lanzado el 22 de noviembre de 2022 para Nintendo Switch, PS5 y Xbox Series X|S. Es el nuevo juego base principal de la saga, de descarga gratuita, en el que se añadirán todos los paquetes anuales de canciones lanzados en los años siguientes de manera acumulativa una vez se adquieran, pudiendo comprar la edición que el jugador desee. Este juego base incluye una demo gratuita de 2 canciones.  No está disponible para Xbox One, PS4, PS3, Xbox 360, Wii y Wii U.
  - Just Dance 2023 Edition: Fue lanzado el 22 de noviembre de 2022 para Nintendo Switch, PS5 y Xbox Series X|S. Es el primer juego de la "nueva era de Just Dance", en la que a partir de entonces las siguientes ediciones serán paquetes de canciones que se añadirán al juego base en función de la edición que se adquiera, siendo acumulativas, en un mismo juego base de descarga digital gratuita: Just Dance®. El juego no tiene Just Dance Unlimited, pero en su reemplazo tiene Just Dance+, un nuevo servicio de streaming de pago que lo sustituye.
  - Just Dance 2024 Edition: Fue lanzado el 24 de octubre de 2023 para Nintendo Switch, PS5 y Xbox Series X|S. Es el segundo juego en funcionar como paquete anual de canciones para un mismo juego base: Just Dance®. El juego tiene acceso a Just Dance+.
  - Just Dance 2025 Edition: Fue lanzado el 15 de octubre de 2024 para Nintendo Switch, PS5 y Xbox Series X|S. Es el tercer juego en funcionar como paquete anual de canciones para un mismo juego base: Just Dance®. El juego tiene acceso a Just Dance+.

### Serie Kids
- Just Dance Kids: La primera edición especial para los pequeños. Fue desarrollado por AiLive para las consolas Wii, Xbox 360 y PlayStation 3. Fue lanzado el 4 de noviembre de 2010 en Europa y el 9 de noviembre de 2010 en América.
- Just Dance Kids 2: Secuela del anterior. Fue lanzado el 25 de octubre de 2011 para Wii, Xbox 360 y PlayStation 3.
- Just Dance Kids 2014: Desarrollado por Ubisoft y Land Ho!. Es el actual título de esta serie. Está Disponible para Wii, Xbox 360 y Wii U.

### Serie de Recopilación
- Just Dance Summer Party: También conocido en Europa como Just Dance 2 Extra Songs, es la primera edición recopiladora, la cual fue lanzada para la consola Wii el 14 de julio de 2011 en Europa y el 19 de julio de 2011 en América.
- Just Dance: Greatest Hits: También conocido en Europa como Just Dance: Best Of:, fue lanzada el 19 de marzo de 2012 para la consola Wii y el 21 de julio para Xbox 360.

### Serie de Japón
- Just Dance Wii: Desarrollado por Ubisoft para la consola Wii. Fue publicado el 13 de octubre de 2011 para Japón.
- Just Dance Wii 2: También desarrollado para la consola Wii. Fue publicado el 26 de julio de 2012 al público japonés.
- Just Dance Wii U: El primer juego desarrollado para la consola Wii U. Fue publicado el 3 de abril de 2014 al público japonés.
- Yo-Kai Watch Dance: Just Dance Special Version: Coproducido por Level-5, con canciones y personajes de la Yo-Kai Watch de videojuegos y franquicia de anime.[6]

### Serie Experience
- Michael Jackson: The Experience: Videojuego dedicado al Rey de la música Pop. El juego fue desarrollado por Ubisoft Paris, Montreal, Montpellier y São Paulo y fue publicado el 23 de noviembre de 2010 para Wii, PlayStation Portable y Nintendo DS, el 12 de abril de 2011 para Xbox 360 y PlayStation 3 y el 8 de noviembre de 2011 para Nintendo 3DS.
- The Black Eyed Peas Experience: Videojuego basado en el grupo de música estadounidense. Fue desarrollado por iNiS y publicado por Ubisoft el 8 de noviembre de 2011 para Wii y Xbox 360.
- The Hip Hop Dance Experience: Juego dedicado a la cultura Hip Hop. Fue desarrollado por iNiS y Land Ho! y publicado por Ubisoft el 13 de noviembre de 2012 para Wii y Xbox 360. Además en este juego se puede crear un avatar con el cual se baila.

### Spin-Offs
- Dance on Broadway: Edición dedicada a las obras clásicas del teatro Broadway. El juego fue desarrollado por AiLive y Longtail Studios y lanzado el 15 de julio de 2010 para la consola Wii, mientras que el 15 de marzo de 2011 de publicó para PlayStation 3.
- The Smurfs: Dance Party: Videojuego desarrollado por Land Ho! y Publicado por Ubisoft. Fue lanzado el 19 de julio de 2011 para Wii.
- ABBA: You Can Dance: Videojuego dedicado a la agrupación ABBA, fue lanzado el 15 de noviembre de 2011 para Wii.
- Just Dance: Disney Party: Una edición especial dedicada a las canciones clásicas y modernas de Disney. Fue publicado el 23 de octubre de 2012 para Wii y Xbox 360.
- Just Dance: Disney Party 2: 2.ª Edición del juego de baile dedicado a Disney, ahora con canciones de Disney Channel. Fue lanzado el 20 de octubre de 2015 para Wii, Wii U, Xbox 360 y Xbox One.

### Serie Sing
- Just Sing: Fue lanzado el 6 de septiembre en Estados Unidos y el 9 de septiembre en Reino Unido. Solo está disponible para PS4 y Xbox One.

## Modos de juego
- Just Dance: El modo de juego clásico. Se bailan las coreografías comunes de cada canción, ya sea Solo, dúo o Dance Crew. Todos los juegos homónimos tienen esta modalidad como la base del videojuego.

- Just Sweat: Se agregó este modo por primera vez en Just Dance 2. Consiste en contar las calorías que se irán perdiendo en cada rutina y graficarlas en un plan semanal. En Just Dance 3 solo cuenta las calorías que se van perdiendo en cada coreografía y cada vez que vas aumentando el número de calorías perdidas te irá diciendo periódicamente a que otra actividad física se le compara, por ejemplo: Al quemar 1000 calorías te dirá que es como una caminata completa en Central Park. En Just Dance 4 el modo es distinto pues hay 5 rutinas distintas con canciones propias para hacer ejercicio cada una con coreografías intensas de aproximadamente minuto y medio de duración y cuando acaba se escoge una canción al azar, así hasta que acabe el tiempo de duración del entrenamiento seleccionado. En Just Dance 2014 el modo tiene un ligero cambio. El juego realiza una lista de reproducción aleatoria según el tiempo total elegido, aunque también se pueden cambiar las canciones por otras. Si no, se puede elegir sin conteo para jugar cualquier canción. También en este juego existen coreografías únicas clasificadas como Sweat.

- Non-stop shuffle:  Este modo sirve para bailar sin parar seleccionando canciones al azar, solo estuvo disponible en Just Dance 2 y Just Dance 3 y Just Dance 4 y sus versiones japonesas y de canciones extra.
- Speed Shuffle: Un modo derivante del anterior, incluido en Just Dance 3, Just dance Wii 2 y Just Dance: Greatest Hits, en el cual solo se baila una parte de la canción y continúa con la siguiente canción.
- Modo Mash-Up: una modalidad presente en Just Dance 3 y posteriores. Son coreografías hechas con partes de baile de otras canciones.
- Medleys: Modo de juego presente en Just Dance 2, Just Dance 3, Just Dance: Greatest Hits y Just Dance Summer Party. En esta modalidad se hace una coreografía con partes de otras canciones.
- Just Create: Un modo de juego presente en la versión de Xbox 360 de Just Dance 3, Just Dance Greatest Hits y Just Dance Kids 2014, en el cual se pueden crear coreografías únicas para las canciones.
- Modo Puppet Master: Una modalidad de Just Dance 4 exclusiva para Wii U, similar al modo Mash-Up, en el cual con el Wii U Game Pad puedes elegir el siguiente paso a ejecutar.
- Modo Batalla: Un nuevo modo de juego incluido en Just Dance 4 y Just Dance 2014, en el cual dos bailarines luchan para imponer su canción en la siguiente ronda, con un total de 5 rondas en Just Dance 4 y 3 rondas en Just Dance 2014.
- Modo Party Master: Un modo de juego mejorado del Modo Puppet Master, presente en Wii U, Xbox 360 y Xbox One, en el cual ahora también se pueden elegir pasos de baile y cambiar de canción.
- World Dance Floor: Una modalidad nueva en la cual puedes jugar con otros Just Dancers a través de Internet. Incluido desde Just Dance 2014 en adelante. (Está disponible en Just Dance 2016 en las versiones de Wii, PlayStation 3 y Xbox 360).
- Modo On-Stage: un modo de baile diferente que consta de 3 bailarines, el protagonista y sus acompañantes, los cuales bailan en un escenario. Fue incluido únicamente en Just Dance 2014.

- Comunity Remix: modo en el que puedes aparecer dentro del juego. Incluido desde Just Dance 2015.

- Just Dance Machine: una modalidad de juego en el que tú eres la fuente de energía para un par de extraterrestres que se quedaron sin su fuente prima, incluido hasta ahora en Just Dance 2017 en las versiones Wii U, PlayStation 4, Nintendo Switch, Xbox One.

- Dance Lab: modo exclusivo de Just Dance 2018 para las consolas de octava generación y Nintendo Switch. Es un modo historia que consta de 8 episodios y uno random, los cuales se van a ir desbloqueando a través de la "gift machine". Este modo utiliza la misma puntuación que Just Dance Machine, ya que se cuenta como una versión mejorada de esta.